# Tropidophorus iniquus
Espèce
Tropidophorus iniquus est une espèce de sauriens de la famille des Scincidae.

## Répartition
Cette espèce est endémique du Kalimantan en Indonésie.

## Publication originale
- Lidth de Jeude, 1905 : Zoological results of the Dutch Scientific Expedition to Central-Borneo. The reptiles. Notes from the Leyden Museum, vol. 25, no 4, p. 187-202 (texte intégral).